# Campeonato Uruguayo de Primera División 1911
El Campeonato Uruguayo 1911 constituyó el 11.º torneo de primera división del fútbol uruguayo organizado por la AUF.
El torneo consistió en un campeonato a dos ruedas de todos contra todos. En él participaron 8 equipos, entre los que finalmente se consagró campeón el Central Uruguay Railway Cricket Club, institución que obtuvo su quinto y último campeonato de su historia, por lo menos bajo esta denominación (a partir del torneo de 1914 su lugar sería continuado por el Club Atlético Peñarol).
Nacional participó del campeonato luego de un quiebre interno que dividió al club en dos. La victoria interna de los populistas motivó la migración de varios asociados hacia el Bristol. Por ello, y con una fuerte connotación simbólica, Nacional alineó a Antonio Ascunzi (primer afrodescendiente en jugar en ese equipo) como titular en los dos partidos disputados ante Bristol.
Tras acumular solo 7 unidades al término de las 14 fechas del torneo, Libertad debió descender a la Segunda División, siendo esta su última participación en la máxima categoría del fútbol de Uruguay.

## Equipos participantes

### Relevos temporada anterior
| Club   | Descendido como             |
| ------ | --------------------------- |
| French | 9° Campeonato Uruguayo 1910 |

### Datos de los equipos
| Club                 | Ciudad     | Estadio                | Capacidad | Fundación                | Temporadas | Temporadas Consecutivas | Títulos | 1910 |
| -------------------- | ---------- | ---------------------- | --------- | ------------------------ | ---------- | ----------------------- | ------- | ---- |
| Bristol              | Montevideo |                        |           |                          | 3          | 3                       | -       | 8°   |
| CURCC                | Montevideo | Field de Villa Peñarol | 3.870     | 28 de septiembre de 1891 | 10         | 10                      | 4       | 2°   |
| Central              | Montevideo |                        |           | 5 de enero de 1905       | 2          | 2                       | -       | 5°   |
| Dublin               | Montevideo |                        |           |                          | 3          | 3                       | -       | 6°   |
| Libertad             | Montevideo |                        |           |                          | 1          | 1                       | -       | 7°   |
| Nacional             | Montevideo | Gran Parque Central    | 15.000    | 14 de mayo de 1899       | 9          | 9                       | 2       | 3°   |
| River Plate          | Montevideo |                        |           | 1897                     | 4          | 4                       | 2       | 1°   |
| Montevideo Wanderers | Montevideo | Belvedere              | 7.780     | 15 de agosto de 1902     | 7          | 7                       | 2       | 4°   |

Notas: Los datos estadísticos corresponden a los campeonatos uruguayos oficiales. Las fechas de fundación son las declaradas por cada club. La columna «Estadio» refleja el estadio donde el equipo más veces juega de local, pero no indica que sea su propietario. Véase también: Estadios de fútbol de Uruguay.

## Tabla de posiciones
|  | Pos. | Equipos              |  | PJ | PG | PE | PP | GF | GC | Dif. | Pts. |
|  | ---- | -------------------- |  | -- | -- | -- | -- | -- | -- | ---- | ---- |
|  | 1    | CURCC                |  | 14 | 12 | 1  | 1  | 29 | 9  | +20  | 25   |
|  | 2    | Montevideo Wanderers |  | 14 | 6  | 4  | 4  | 28 | 13 | +15  | 16   |
|  | 3    | River Plate F.C.     |  | 14 | 5  | 5  | 4  | 25 | 14 | +11  | 15   |
|  | 4    | Dublin               |  | 14 | 6  | 3  | 5  | 25 | 26 | -1   | 15   |
|  | 5    | Nacional             |  | 14 | 6  | 3  | 5  | 17 | 19 | -2   | 15   |
|  | 6    | Bristol              |  | 14 | 4  | 2  | 8  | 20 | 32 | -12  | 10   |
|  | 7    | Central              |  | 14 | 3  | 3  | 8  | 17 | 27 | -10  | 9    |
|  | 8    | Libertad             |  | 14 | 2  | 3  | 9  | 12 | 33 | -21  | 7    |

|  | Campeón uruguayo. |
|  | Desciende.        |

|                                         |
| Uruguay                                 |
| Campeón Uruguayo 1911 CURCC 5.to título |